# 須須神社
須須神社（すずじんじゃ）は、石川県珠洲市にある神社。高座宮（たかくらぐう）・金分宮（きんぶんぐう）が珠洲市三崎町寺家に、奥宮（おくみや）が珠洲市狼煙町に鎮座する。

## 概要
珠洲市北東部に位置する。祭神は、天津日高彦穂瓊瓊杵尊・美穂須須美命・木花咲耶姫命、他3柱。高座宮の近隣に、須須神社奥宮と、須須神社金分宮がある。
国の重要文化財に指定されている木造男神像などの文化財を所蔵する。2015年（平成27年）4月24日、「灯り舞う半島 能登 -熱狂のキリコ祭り-」の構成文化財として日本遺産に認定される。

## 歴史
社伝では崇神天皇の治世（紀元前97年 - 紀元前29年）に創建、天平勝宝年間（749年 - 756年）現地に移転したとされる。
延喜式神名帳では国幣小社。近代社格制度では県社に列せられる。
境内には3つの鳥居があるが、2023年（令和5年）5月の奥能登地震では第一鳥居（高さ約9メートル）が崩れ、8月から撤去工事が行われた。
さらに、2024年（令和6年）の能登半島地震では地震と津波の影響で第二鳥居が倒壊し、第三鳥居にも亀裂が入る被害を受けた。このほか2024年の能登半島地震では手水舎が全壊して、本殿の扉が歪んだほか、灯籠や狛犬も被害を受けた。

## 文化財
重要文化財
- 木造男神坐像5躯

天然記念物

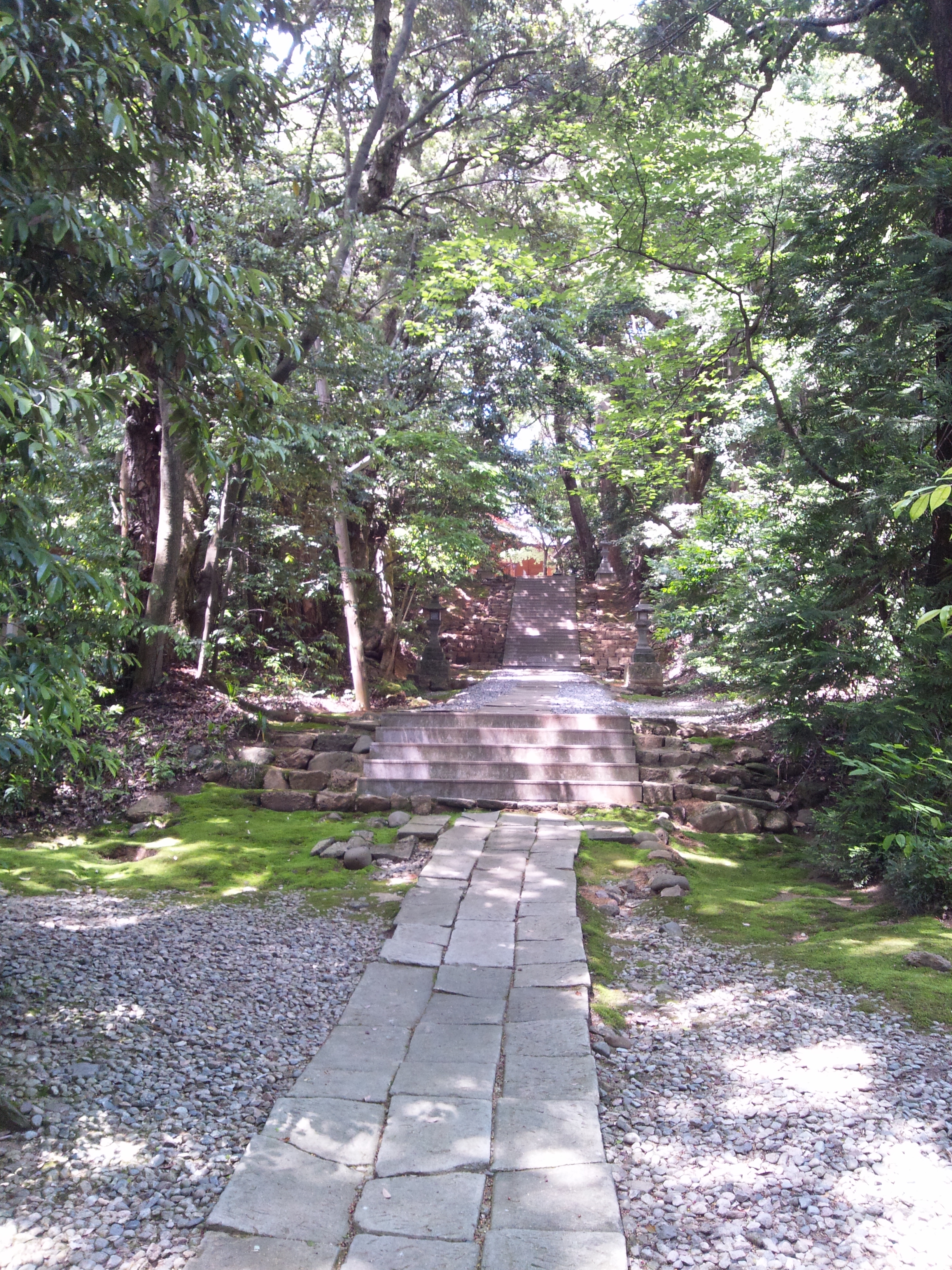
須須神社社叢（しゃそう）

- 須須神社社叢

## 交通アクセス
- 車

のと里山海道穴水I.C.から東に珠洲道路を通り、ライスセンター前交差点から県道287号線を通って約1時間。
- 公共交通

すずバス・狼煙飯田（海）ルート「狼煙」行き、「須須神社前」下車。